# Lisa the Boy Scout
«Lisa the Boy Scout» (укр. «Ліса — бойскаут») — третя серія тридцять четвертого сезону мультсеріалу «Сімпсони», прем'єра якої відбулась 9 жовтня 2022 року у США на телеканалі «Fox».

## Сюжет

Хакери зламують серію

Барт і Ліса з'їзду скаутів, борючись як завжди. Несподівано під час бійки дітей екран захоплюють хакери «Pseudo-nonymous». Вони погрожують глядачам: поки не отримають 20 мільйонів доларів у біткойнах, транслюватимуть сотні годин кліпів «Сімпсонів», які ніколи раніше не транслювали…
«Правда про Ленні». У таверні Мо Гомер і Мо розповідають Карлу, що Ленні ― це лише плід його уяви. Коли Ленні зникає, Карл створює іншого друга в особі Стівена.

Барт розповідає «передбачення»

«Не передбачай» (англ. «Don't Have a Prediction, Man»). Під час останньої сцени серії «Simpsons Roasting on an Open Fire» (найпершої серії мультсеріалу, що вийшла 1989 року) з'являється Барт з майбутнього, який розкриває сім'ї Сімпсонів майбутні події. Таким чином Сімпсони в майбутніх епізодах змогли «передбачити» події: Нобелівська премія з економіки 2016 року, президентство Дональда Трампа, пандемії, результат Чемпіонату світу з футболу 2014, купівлю «Disney» студії «Fox» тощо.
«Арр! Їх хитає» (англ. «Yar, They Blow»). У бурхливу ніч морський капітан і завгосп Віллі разом плавають на човні у шторм. Блискавка вдаряє в бензобак і спричиняє пожежу. Капітан інструктує Віллі, як загасити вогонь, але Віллі не вдається… На щастя, все змітає припливна хвиля.
«Макітра Стріт, 21» (англ. «21 Chump Street»). Мартін Принс повертається зі школи. Вдома на нього чекає… дружина Дорін. У школі він — не учень, а — маленький коп під прикриттям. Йому 36, він батько двох дітей, і справжнє ім'я Реджі. Особисте життя погано поєднується з його роботою. Зрештою, коли Дорін розповідає, що чекає на третю дитину, Реджі щасливий.
Тим часом хакери досі не отримали грошей. Коли закінчується безкоштовна пробна версія програми для зміни голосу, вони закохуються одне в одного, почувши справжні голоси. Вони транслюють чергову порцію кліпів…
«Ліса вивчає французьку». Ліса стоїть перед будівлею, що горить і викликає пожежників. Однак, через те, що у школі вона вивчає французьку мову, вона розмовляє з оператором лише французькою. Через те, що той не розуміє французької, пожежа посилюється, люди та корови горять, а полум'я досягає будівлі з феєрверками, які вибухають.
«Поле чудесних голів» (англ. «Field Goal of Dreams»). Гомер маркує футбольне поле, щоб привабити привидів футболістів. Однак, розмітка неправильна і приходять грати канадські футболісти.
«Джон Фрінк з Марса». Професор Фрінк у відеощоденнику розповідає, що опинився на Марсі на самоті після того, як інші космонавти його залишили. Він створює купу клонів. Однак, допоки Фрінк записував відео, ті побудували ракету та врятувалися, знову залишивши вченого на самоті.
«Гомер Сімпсон — вибачення перед Фінляндією». Гомер вибачається перед жителями Фінляндії за те, що в одній із серій переплутав їх із Норвегією. Зрештою, він знову плутає кажучи, що фіни живуть у Південній Америці, і змушений записувати це знову.
«Зваблення Сеймура Скіннера». Після ще одного дивного прохання Агнес Скіннер Сеймур потайки їде до мотелю. Там у камуфляжі він зустрічається з іншою людиною, яка видає себе за його матір, і проводить з нею спокійний вечір. Коли вечір закінчується і Скіннер повертається додому, він шкодує, що це не його справжня мати, а жінка, якою насправді була переодягнена Агнес, шкодує що це не був її син…
«Захоплення Гомера вусами» (англ. «Homer's 'Stache Grab»). Нед Фландерс запитує Гомера, чи знає він, що сталося з його вусами. Роздумовуючи Гомер гладить вуса, які він вкрав і приклеїв собі на підборіддя. Через це Нед заявляє своїм хлопцям, що тепер вони — євреї.
«Фан-павук: Вимкнути огиду» (англ. «Spider Fan: Turn Off the Snark»). Продавець коміксів дає дуже схвальні коментарі щодо гамбургерів і коміксів. Після походу до лікаря Джефф гине через недостатню кількість кисню в мозку. Зрештою, він дає раю дві зірки з п'яти.
«Сходження розумників» (англ. «Rise of the Wiseguys»). У таверні Мо Гомер усвідомлює, що раніше бачив Рафаеля на багатьох роботах. Однак, той заперечує і каже, що Гомер помиляється. Тим часом під землю істота з головою Рафаеля народжує зародків-клонів, які виглядають однаково…

Маленький Помічник Санти дивує Гомера

Тим часом хакери відриваються від поцілунку та ненароком відкривають світові свої обличчя та своє кохання. Після цього будівлю, в якій вони перебувають, оточує ФБР, і «Pseudo-nonymous» намагаються зруйнувати шоу показавши наступні ролики:
- Одного ранку Маленький Помічник Санти ходить і розмовляє, як людина, однак Гомер здивований тим, що «вже ранок».
- Едді ― справжній батьком Ральфа Віггама.
- У ресторані Ліса замовляє телятину.
- Мілгаус провів тест ДНК, який доводить, що він не син ні Кірка, ні Луан (чому вони радіють)…
- Перед смертю Сельма розповідає Мардж, що вона ― не її сестра, а мати, а Диско Стю — її батько.
- Віллі — не справжній батько граблів…

Після низки роликів з попередніх серій показано сцену, коли Гомер прокидається від коми після падіння у Спрінґфілдське провалля. Він дізнається, що все, що він пережив до того моменту, усі епізоди з того часу, були снами, спричиненими комою…
ФБР вламується у будівлю, але два хакери погрожують підірвати шоу «Чарівне королівство» від «Disney» та інші проєкти компанії. ФБР відступає.
Екран знову перемикається до початкового сюжету. Пізніше, під час з'їзду скаутів Гомер і Мардж звинувачують вожатого, що втратив їх дітей. У цей час вони якраз виходять з лісу і просять відвести додому. Вони всі погоджуються, і Гомер розповідає їм, як вони з Мардж ледь не розлучилися через щось незначне, поки їх не було, але вони вирішили це, коли Гомер вибачився, використовуючи зоровий контакт.
У сцені під час титрів хакери втікають на скутері і з'ясовують, що їх обох звати Ешлі.

## Виробництво
Спочатку серія називалась «Love, Hacktually» (англ. «Зламана любов»). Однак у серпні 2022 року сценарист і консультант Нік Дахан запропонував змінити назву на загальну назву, що б відносилась лише початкового сюжету і вводила глядачів в оману. З цієї ж причини пізніше канал «Fox» спочатку оприлюднив всі 13 промо-зображень до серії, але потім видалив 8 з них залишивши тільки те, що стосується «головного» сюжету зі скаутами.
Хоча у титрах як сценариста зазначено Дена Гріні, але, за його ж словами, це результат роботи всієї сценарної групи серіалу на чолі зі спів-виконавчим продюсером серії Браяном Келлі.
Сюжет, в якому Мартін ― дорослий коп під прикриттям запропонувала сценаристка Крістін Ненґл: «Я запропонувала це як жарт, знаючи, що ми ніколи цього не зробимо. Тоді ми це зробили».

## Культурні відсилання та цікаві факти
- Формат серії раніше використовувався у серії 7 сезону «22 Short Films About Springfield»[6].
- Хакери «Pseudo-nonymous» ― пародія на угруповання хакерів «Anonymous»[6].
  - На хакерах маски з фільму ««В» означає «Вендетта»»[6].
- Одним з «передбачень» Барта ― це те, що студію «Fox» поглине «Disney», а ту своєю чергою — мережа фаст-фуд ресторанів «Panda Express»[6].
- Назва сегменту «21 Chump Street» (укр. «Макітра Стріт, 21») ― відсилання до телесеріалу кінця 1980-х «21 Jump Street» (укр. «Джамп Стріт, 21»)[7].
- Назва сегменту «Field Goal of Dreams» (англ. «Поле чудесних голів») ― відсилання до драми 1989 року «Field of Dreams» (англ. «Поле чудес»)[7].
- Тривожні повороти зі «справжнім» батьком Ральфа, Мілгаусом і його батьками, Мардж і Сельмою, коли герої кричать «The lies stop here» (укр. «Брехня закінчиться тут») такі самі, як у фільмі «Китайський квартал»[6].

## Ставлення критиків і глядачів
Під час прем'єри серію переглянули 3,43 млн осіб, з рейтингом 1.1, що зробило її найпопулярнішим шоу на каналі «Fox» тієї ночі.
Тоні Сокол з «Den of Geek» дав серії п'ять з п'яти зірок, назвавши серією «класичною» і додавши, що вона «висуває на перший план свою підривну діяльність, дозволяючи глядачам побачити старий серіал як новий досвід перегляду. Потім епізод безжально жартує, завершує кожен кліп і не вважає нічого священним, особливо себе».
Водночас, Маркус Ґібсон із сайту «Bubbleblabber» оцінив серію на 2/10, сказавши:
|  | Серія не лише вводить в оману щодо сюжету та назви, але також є виснажливим жартом, що руйнує «четверту стіну», який втратив свою привабливість після перших кількох хвилин. Тут не обійшлося без гідних запрошених зірок, у тому числі Анни Фаріс, якій не чужа анімація, у виконанні хакерки. На жаль, їх [зірок] недостатньо, щоб підняти посереднє виконання сатири епізоду… Деякі зі сценок у серії приємні, але загальний досвід був одним із найбільш розчаровуючих речей, які траплялися із «Сімпсонами». |

Наприкінці 2022 року видання «New York Times» включило серію до списку найкращих телевізійних епізодів року.
Згідно з голосуванням на сайті The NoHomers Club більшість фанатів оцінили серію на 4/5 із середньою оцінкою 4,03/5.